# James Wilkes
James Robert Wilkes (Nashville, 1º aprile 1958) è un ex cestista statunitense, professionista nella NBA.

## Carriera
Venne selezionato dai Chicago Bulls al terzo giro del Draft NBA 1980 (50ª scelta assoluta).

## Palmarès
- Campione CBA (1983)